# Marcus Wesson
Marcus Delon Wesson (ur. 22 sierpnia 1946 r. w Kansas) – amerykański masowy morderca, który 12 marca 2004 r. we Fresno, w Kalifornii zamordował 9 członków swojej rodziny, strzelając każdej ofierze w oko. W pokoju, w którym doszło do zbrodni, policja znalazła również 10 trumien opartych o ściany. Wesson został uznany za winnego popełnienia dziewięciu morderstw pierwszego stopnia i skazany na karę śmierci przez wstrzyknięcie trucizny. Aktualnie przebywa w celi śmierci Więzienia Stanowego San Quentin, gdzie oczekuje na wykonanie wyroku.